# Athletics
Los Athletics (en español, Atléticos), también conocidos como A's, son un equipo profesional de béisbol de los Estados Unidos con sede en Sacramento, California. Compiten en la División Oeste de la Liga Americana (AL) de las Grandes Ligas de Béisbol (MLB) y disputan sus partidos como locales en el Sutter Health Park.
El equipo fue fundado en Filadelfia en 1901 como Philadelphia Athletics, uno de los miembros fundadores de la AL. En 1955 la franquicia se mudó a Kansas City (Misuri), donde fueron conocidos como Kansas City Athletics antes de trasladarse a Oakland en 1968 y se convirtieron en los Oakland Athletics. Con una relocalización a Las Vegas prevista para 2028, los A's jugarán hasta entonces en Sacramento de manera provisional.
A lo largo de su historia, los Athletics han ganado un total de nueve Series Mundiales, quince banderines de la Liga Americana y diecisiete títulos de división.

## Historia

### 1901-1954: Philadelphia Athletics
Los Athletics fueron fundados en Filadelfia en 1901 con el nombre de Philadelphia Athletics como uno de los equipos fundadores de la Liga Americana. La idea del presidente de la nueva liga mayor, Ban Johnson, era que los Athletics compitiesen con el equipo de la Liga Nacional de Filadelfia, los Philadelphia Phillies. La nueva franquicia tomó su nombre del Athletic Base Ball Club of Philadelphia, equipo que existió entre 1860 y 1876, cuyos jugadores eran conocidos popularmente como Athletics.

### 1955-1967: Kansas City Athletics
En 1954 la familia Mack vendió la franquicia al empresario inmobiliario Arnold Johnson y este la trasladó a Kansas City (Misuri), donde fueron conocidos como Kansas City Athletics antes de trasladarse a Oakland en 1968.

### 1968-1970: Llegada a Oakland
Los Athletics hicieron su debut en el Área de la Bahía de San Francisco el miércoles 17 de abril de 1968, con una derrota por 4-1 ante Baltimore Orioles en el Coliseo, frente a una multitud de 50.164 personas en la noche de apertura.

### 1971-1975: Reggie Jackson y los «Swingin' A's»
En 1971, los Athletics lograron un registro de 101-60, su mejor marca desde 1931. El equipo consiguió de esta forma su primera clasificación para postemporada desde ese año y su primer título de la AL Oeste. Sin embargo, fueron barridos en la Serie de Campeonato (3-0) por los Baltimore Orioles.
En 1972 el equipo repitió título divisional y ganó su sexto banderín de la Liga Americana tras derrotar a los Detroit Tigers en la ALCS. En la Serie Mundial, los Athletics se impusieron a los Cincinnati Reds de la «Big Red Machine» en siete partidos. Fue el primer título de MLB para la franquicia en más de cuarenta años. Los A's defendieron su título al año siguiente venciendo en la Serie Mundial de 1973 a los New York Mets. Reggie Jackson, que no pudo jugar en la Serie Mundial de 1972 por lesión, fue nombrado MVP tanto de la eliminatoria como de la Liga Americana.

### 1996-2004: Los años del «Moneyball»
En 2001 los A's lograron un registro de 102-60, su primera temporada de más de cien victorias en más de una década. En la ronda divisional cayeron eliminados frente a los New York Yankees en cinco encuentros.
Durante la offseason, los Athletics perdieron a su jugador estrella, Jason Giambi, y sufrieron otras bajas importantes como las de Jason Isringhausen y Johnny Damon. Esto hizo que el mánager general de los Athletics, Billy Beane, optase por una estrategia de fichar jugadores de perfil bajo basada en las estadísticas avanzadas ante la imposibilidad del equipo californiano de competir con los clubes más ricos de la MLB. Con una plantilla a priori peor que la del año anterior, los A's establecieron el récord de más victorias consecutivas de la historia de la Liga Americana (veintidós, marca únicamente superada por los Cleveland Indians en 2017) y lograron ganar la AL Oeste con un balance de 103-59. Sin embargo, no lograron pasar de la ALDS, en la que fueron eliminados por los Minnesota Twins. La historia de esa temporada de los Oakland Athletics fue plasmada por el escritor Michael Lewis en el libro Moneyball: The Art of Winning an Unfair Game.

### 2005-2024: Últimos años en Oakland
El 16 de noviembre de 2023 los dueños de los equipos de la MLB aprobaron por unanimidad el traslado de los Athletics a Las Vegas. El equipo disputó su último partido en Oakland el 26 de septiembre de 2024 derrotando 3-2 a los Texas Rangers.

### 2025-2027: Estancia temporal en Sacramento
Pocos meses después de la aprobación del traslado de los A's a Las Vegas, se anunció que la franquicia jugaría provisionalmente en el Sutter Health Park de Sacramento a partir de 2025 hasta la finalización del nuevo estadio de béisbol de Las Vegas. Durante ese periodo de tiempo el equipo será conocido simplemente como Athletics, sin ninguna referencia geográfica.

## Estadio

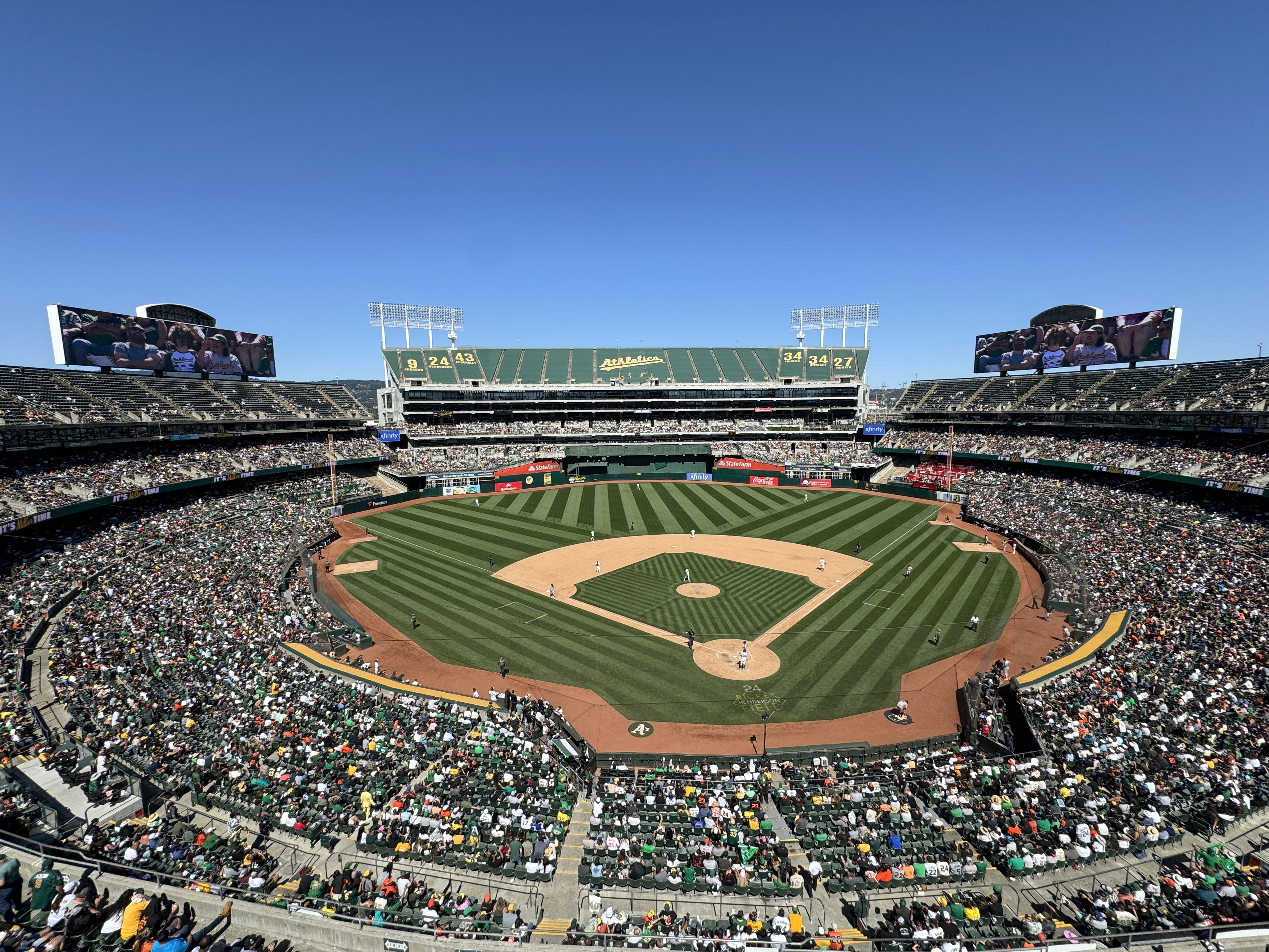
El Oakland Coliseum, estadio en el que los Athletics han jugado la mayor parte de su historia.

### Antiguos terrenos de juego
- Columbia Park (1901-1908). El Columbia Park fue el primer estadio de la historia de los Athletics cuando fueron creados en Filadelfia. Tenía capacidad para poco más de 10.000 espectadores.
- Shibe Park (1909-1954). En este estadio los Athletics vivieron su primera época dorada. En 1953 fue renombrado como Connie Mack Stadium en honor al legendario mánager del equipo Connie Mack. Sin embargo, los A's sólo jugaron dos años con esa denominación del recinto. También fue utilizado por los Philadelphia Phillies de la Liga Nacional y por los Philadelphia Eagles de la National Football League (NFL).
- Kansas City Municipal Stadium (1955-1967). Durante su estancia en Kansas City, los Athletics jugaron en el estadio municipal de la ciudad. Fue inaugurado en 1923 con el nombre de Muehlebach Field y fue ampliamente remodelado en 1955 para acoger a los A's. Entre 1963 y 1967 compartieron el uso de este estadio con los Kansas City Chiefs de la American Football League (AFL).
- Oakland Coliseum (1968-2024).

### Sutter Health Park
A partir de 2025, los Athletics jugarán de manera provisional en el Sutter Health Park, estadio de los Sacramento River Cats de la Pacific Coast League.

## Palmarés
- Serie Mundial (9): 1910, 1911, 1913, 1929, 1930, 1972, 1973, 1974, 1989.
- Subcampeón Serie Mundial (5): 1905, 1914, 1931, 1988, 1990.
- Liga Americana (15): 1902, 1905, 1910, 1911, 1913, 1914, 1929, 1930, 1931, 1972, 1973, 1974, 1988, 1989, 1990.
- División Oeste AL (17): 1971, 1972, 1973, 1974, 1975, 1981, 1988, 1989, 1990, 1992, 2000, 2002, 2003, 2006, 2012, 2013, 2020.

## Jugadores

### Números retirados

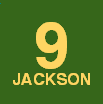
Reggie Jackson (RF). Retirado el 22 de mayo de 2004
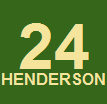
Rickey Henderson (LF). Retirado el 1 de agosto de 2009
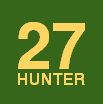
Catfish Hunter (P). Retirado el 9 de junio de 1991
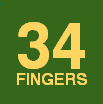
Rollie Fingers (P). Retirado el 5 de julio de 1993
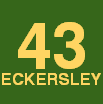
Dennis Eckersley (P). Retirado el 13 de agosto de 2005
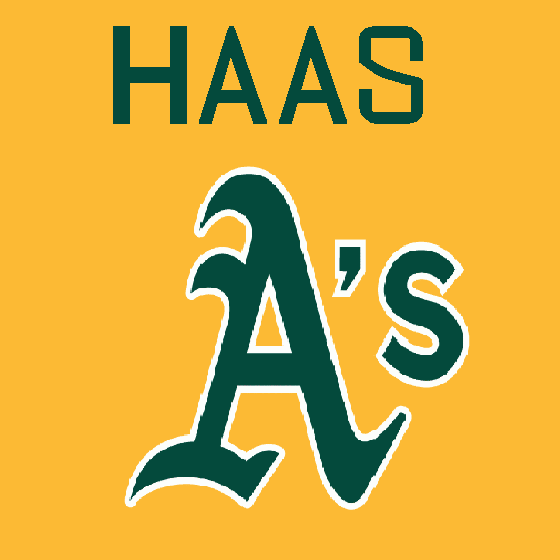
Walter A. Haas, Jr. (Dueño del equipo). Honorado en 1995
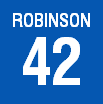
Jackie Robinson (2B). Retirado de toda la MLB el 15 de abril de 1997